# Ring Magazine Trainer des Jahres
Das renommierte Ring Magazine zeichnet unter anderem den Welttrainer des Jahres in der Disziplin Boxen aus. Folgende Tabelle listet alle bisherigen Preisträger auf:

## Welttrainer des Jahres
| Jahr der Preisvergabe | Preisträger        | Nationalität des Preisträgers |
| --------------------- | ------------------ | ----------------------------- |
| 2007                  | Enzo Calzaghe      | Italien                       |
| 2008                  | Freddie Roach      | Vereinigte Staaten            |
| 2009                  | n. a.              | n. a.                         |
| 2010                  | n. a.              | n. a.                         |
| 2011                  | Robert Garcia      | Mexiko                        |
| 2012                  | Robert Garcia (2)  | Mexiko                        |
| 2013                  | n. a.              | n. a.                         |
| 2014                  | Freddie Roach (2)  | Vereinigte Staaten            |
| 2015                  | Joe Gallagher      | Vereinigtes Königreich        |
| 2016                  | Arnulfo Obando     | Nicaragua                     |
| 2017                  | Derrick James      | Vereinigte Staaten            |
| 2018                  | Anatoly Lomachenko | Ukraine                       |
| 2019                  | Eddy Reynoso       | Mexiko                        |
| 2020                  | Teófimo López      | Vereinigte Staaten            |
| 2021                  | Eddy Reynoso (2)   | Mexiko                        |
| 2022                  | Bob Santos         | Mexiko                        |